# Манфреди, Таддео
Таддео Манфреди (Taddeo Manfredi) (1431 — ок. 1486) — сеньор Имолы в 1448—1473.
Его отец Гвидантонио Манфреди, правивший Фаэнцей совместно с братьями Асторре II и Джангалеаццо II, в 1439 году получил от миланского герцога Филиппо Мария Висконти Имолу.
В 1448 году после смерти Гвидантонио Асторре II оставил Таддео Имолу, а все остальные владения - себе и брату.
Через несколько лет Таддео, заручившись поддержкой союзников, стал требовать от дяди передела наследства. В 1463 году по условиям мирного договора он получил Педиано, Меццоколо, Монте Медио, Публико и Ториккио.
В 1471 году против Таддео восстал его сын Гвидаччио, которого поддержали миланцы. Таддео попал в плен к Роберто да Сансеверино и несколько месяцев провёл в тюрьме. После его возвращения в Имолу против него восстали горожане.
Осознав непрочность своего положения, Таддео в 1473 году продал Имолу за 40 тысяч дукатов миланскому герцогу Галеаццо Мария Сфорца. Тот, в свою очередь, передал её в качестве приданого своей внебрачной дочери Катерине, вышедшей замуж за  Джироламо Риарио. 
В 1477 г., после смерти Галеаццо Мария Сфорца, Таддео с помощью венецианцев пытался вернуть Имолу, но безуспешно.